# Tortula laeta
Tortula laeta là một loài rêu trong họ Pottiaceae. Loài này được (Kunze ex Müll. Hal.) Mitt. mô tả khoa học đầu tiên năm 1869.